# Stevenage
Stevenage [ˈstiːvənɪdʒ] är en stad i distriktet Stevenage i Hertfordshire i England, cirka 50 kilometer norr om centrala London. Orten har 93 979 invånare (2018) och ligger mellan Letchworth Garden City i norr och Welwyn Garden City i söder.
Stadens fotbollsklubb heter Stevenage FC.
Formel 1-föraren Lewis Hamilton är från staden. Även fotbollsspelarna Ashley Young och Jack Wilshere kommer härifrån.